# Bärenreiter
Bärenreiter, ou Bärenreiter-Verlag, est une maison d'édition allemande, spécialisée dans l'édition de partitions de musique classique.

## Historique
Bärenreiter est fondée par Karl Vötterle (en) à Augsbourg en 1923, puis installe son siège en 1927 à Cassel. On peut également trouver des enseignes Bärenreiter à Bâle, Londres, New York et Prague.
Depuis 1951, un des leitmotivs de l'entreprise a été l'édition exhaustive de l'œuvre de certains compositeurs, parmi lesquels Bach, Berlioz, Gluck, Haendel, Janáček, Mozart, Schubert, Telemann, Vierne, Jehan Alain.
Le musicologue britannique Jonathan Del Mar publie chez Bärenreiter des partitions Urtext de Beethoven, dont les neuf symphonies, les sonates pour piano.